# Guillermo Abascal
Guillermo Abascal Perez, detto Guille (Siviglia, 13 aprile 1989) è un allenatore di calcio ed ex calciatore spagnolo, di ruolo attaccante, tecnico dell'Atlético San Luis.

## Carriera
Dopo una breve esperienza da giovanissimo di calciatore nelle file delle giovanili del Barcellona, già a 22 anni Abascal si ritira per intraprendere la carriera di allenatore.
Nel 2015 è ingaggiato nel vivaio del Siviglia, dove rimane fino al 2017, allorché viene nominato tecnico del Chiasso in seconda serie svizzera. Pur riuscendo a tenere la squadra in posizioni sicure e lontane dalla zona retrocessione, egli vede ben presto deteriorarsi il rapporto con la dirigenza della società momò, da lui successivamente accusata di scarsa progettualità: un calo di rendimento della rosa gli costa infine l'esonero nella primavera del 2018.
Nel giro di pochi giorni viene tuttavia ingaggiato dal Lugano, militante in prima divisione elvetica, subentrando al tecnico Pierluigi Tami: in tale veste riesce a risollevare il rendimento dei bianconeri, garantendo loro la permanenza nella massima serie. Il risultato gli vale la conferma per la stagione 2018-2019, ove tuttavia viene sollevato dall'incarico dopo nove giornate, il 1º ottobre 2018.
Nel luglio 2019 gli viene affidata la formazione Primavera dell'Ascoli; nel gennaio 2020, a seguito dell'esonero di Paolo Zanetti, viene incaricato di guidare anche la prima squadra bianconera ad interim per Livorno-Ascoli 0-3 prima di lasciare il posto a Roberto Stellone.
Il 16 aprile 2020 ritorna in prima squadra al posto di Stellone, esonerato per intervenuta eccessiva onerosità. Il 22 giugno 2020 viene esonerato dopo due partite perse contro la Cremonese e il Perugia.
Per la stagione 2020-21 viene riconfermato come allenatore della formazione primavera ascolana, ma viene esonerato il 1º febbraio 2021. Nella stagione successiva firma un contratto con i greci del Volos nella prima divisione greca. Ai primi di dicembre 2021 viene esonerato e il 1º gennaio 2022 risolto il contratto torna in Svizzera come vice-allenatore nel Basilea. Il 21 febbraio 2022 assume l'incarico di allenatore fino al termine della stagione.

## Statistiche

### Statistiche da allenatore
Statistiche aggiornate al 21 febbraio 2022.
| Stagione             | Squadra              | Campionato           | Campionato | Campionato | Campionato | Campionato | Coppe nazionali | Coppe nazionali | Coppe nazionali | Coppe nazionali | Coppe nazionali | Coppe continentali | Coppe continentali | Coppe continentali | Coppe continentali | Coppe continentali | Altre coppe | Altre coppe | Altre coppe | Altre coppe | Altre coppe | Totale | Totale | Totale | Totale | % Vittorie | Piazzamento |
| Stagione             | Squadra              | Comp                 | G          | V          | N          | P          | Comp            | G               | V               | N               | P               | Comp               | G                  | V                  | N                  | P                  | Comp        | G           | V           | N           | P           | G      | V      | N      | P      | %          | Piazzamento |
| -------------------- | -------------------- | -------------------- | ---------- | ---------- | ---------- | ---------- | --------------- | --------------- | --------------- | --------------- | --------------- | ------------------ | ------------------ | ------------------ | ------------------ | ------------------ | ----------- | ----------- | ----------- | ----------- | ----------- | ------ | ------ | ------ | ------ | ---------- | ----------- |
| 2017-apr. 2018       | Chiasso              | CL                   | 26         | 7          | 6          | 13         | CS              | 2               | 1               | 0               | 1               | -                  | -                  | -                  | -                  | -                  | -           | -           | -           | -           | -           | 28     | 8      | 6      | 14     | 28,57      | Eson.       |
| apr.-giu. 2018       | Lugano               | SL                   | 8          | 3          | 2          | 3          | CS              | -               | -               | -               | -               | -                  | -                  | -                  | -                  | -                  | -           | -           | -           | -           | -           | 8      | 3      | 2      | 3      | 37,50      | Sub.8º      |
| lug.-ott. 2018       | Lugano               | SL                   | 9          | 2          | 4          | 3          | CS              | 2               | 2               | 0               | 0               | -                  | -                  | -                  | -                  | -                  | -           | -           | -           | -           | -           | 11     | 4      | 4      | 3      | 36,36      | Eson.       |
| Totale Lugano        | Totale Lugano        | Totale Lugano        | 17         | 5          | 6          | 6          |                 | 2               | 2               | 0               | 0               |                    | -                  | -                  | -                  | -                  |             | -           | -           | -           | -           | 19     | 7      | 6      | 6      | 36,84      |             |
| 2019-2020            | Ascoli               | B                    | 3          | 1          | 0          | 2          | CI              | -               | -               | -               | -               | -                  | -                  | -                  | -                  | -                  | -           | -           | -           | -           | -           | 3      | 1      | 0      | 2      | 33,33      | Interim.    |
| 2021-gen. 2022       | Volos                | SLE                  | 10         | 4          | 1          | 5          | CG              | 1               | 0               | 0               | 1               | -                  | -                  | -                  | -                  | -                  | -           | -           | -           | -           | -           | 11     | 4      | 1      | 6      | 36,36      | Eson.       |
| feb.-giu. 2022       | Basilea              | SL                   | 14         | 5          | 7          | 2          | CS              | -               | -               | -               | -               | UECL               | 2                  | 0                  | 0                  | 2                  | -           | -           | -           | -           | -           | 16     | 5      | 7      | 4      | 31,25      | Sub., 2°    |
| 2022-2023            | Spartak Mosca        | PL                   | 30         | 15         | 9          | 6          | KR              | 11              | 6               | 1               | 4               | -                  | -                  | -                  | -                  | -                  | SR          | 1           | 0           | 0           | 1           | 42     | 21     | 10     | 11     | 50,00      | 3°          |
| 2023-apr. 2024       | Spartak Mosca        | PL                   | 23         | 10         | 5          | 8          | KR              | 9               | 5               | 0               | 4               | -                  | -                  | -                  | -                  | -                  | -           | -           | -           | -           | -           | 32     | 15     | 5      | 12     | 46,88      | Eson.       |
| Totale Spartak Mosca | Totale Spartak Mosca | Totale Spartak Mosca | 53         | 25         | 14         | 14         |                 | 20              | 11              | 1               | 8               |                    | -                  | -                  | -                  | -                  |             | 1           | 0           | 0           | 1           | 74     | 36     | 15     | 23     | 48,65      |             |
| lug.-set. 2024       | Granada              | SD                   | 6          | 1          | 3          | 2          | CR              | -               | -               | -               | -               | -                  | -                  | -                  | -                  | -                  | -           | -           | -           | -           | -           | 6      | 1      | 3      | 2      | 16,67      | Eson.       |
| Totale carriera      | Totale carriera      | Totale carriera      | 129        | 48         | 37         | 44         |                 | 25              | 14              | 1               | 10              |                    | 2                  | 0                  | 0                  | 2                  |             | 1           | 0           | 0           | 1           | 157    | 62     | 38     | 57     | 39,49      |             |

## Palmarès

### Allenatore
- Campionato Primavera 2: 1

Ascoli: 2019-2020 (girone B)